# Groupe Alfa
Le groupe Alfa  est un grand conglomérat financier et industriel privé de la Russie avec des intérêts dans le pétrole et le gaz, le commerce, la banque commerciale et d'affaires (Alfa Bank), l'assurance et les télécommunications. Ses sièges sociaux sont à Moscou.

## Histoire
Le groupe a été fondé par Mikhail Fridman.  
En mars 2015, Alfa Telecom annonce une augmentation de sa participation dans Turkcell de 13,76 points passant à 26,98 %. En mars 2016, Alfa Telecom annonce la vente de sa participation de 13,22 % dans Turkcell aux banques Cukurova et Ziraat Bank pour 2,7 milliards de dollars.

## Participation
Le groupe d'Alfa possède une part de Смирновъ (ou Chambre de commerce de Smirnov). Par sa branche de télécommunications Altimo, elle contrôle 32,9 % des droits de vote dans Vimpelcom, le principal opérateur mobile de la Russie ; l'autre actionnaire de VimpelCom est Telenor.